# Паллетт, Юджин
Юджин Паллетт (англ. Eugene Pallette; 8 июля 1889[…], Уинфилд, Канзас — 3 сентября 1954, Лос-Анджелес, Калифорния) — американский актёр эпохи немого кино.

## Биография

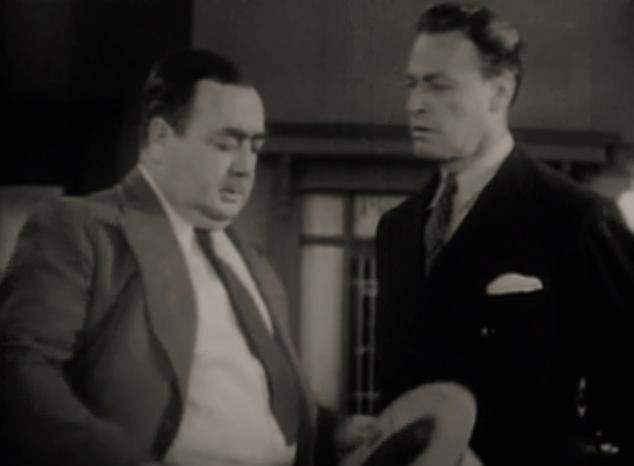
В фильме Незнакомцы вечера с Гамильтон, Мэлон (справа).

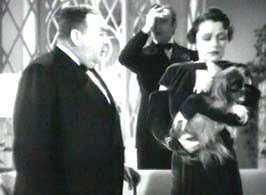
В фильме «Мой слуга Годфри» с Элис Брейди, на заднем плане — Миша Ауэр.

Юджин Уильям Паллетт родился 8 июля 1889 года в городке Уинфилд, штат Канзас. Отец — Уильям Бэйрд Паллетт (род. 1858, работал в страховом бизнесе), мать — Элнора Джексон (1860—1906), старшая сестра — Боло Л. Паллетт (1880—1968). Юджин учился в военной академии Culver Academies в Калвере, штат Индиана, затем стал актёром театра, а спустя ещё шесть лет полностью посвятил себя кинематографу, где первые два года был участником массовок. Первым фильмом, в котором Паллетт был указан в титрах, стал короткометражный «Беглец» 1913 года. Актёр стал всё чаще и чаще появляться на экранах, в то время он имел стройную подтянутую фигуру, а к концу своей карьеры он стал очень тучен (см. илл.), его масса достигала 136 килограммов.

### Инцидент
На съёмках фильма «Тем временем, дорогая» (1944) произошёл неприятный инцидент: Паллетт должен был играть сцену на кухне с чернокожим актёром Кларенсом Мьюзом, но заявил на это шёпотом режиссёру Отто Премингеру «Вы сошли с ума, я не сяду рядом с ниггером!» Премингер немедленно с негодованием сообщил об этом главе Fox studio Дэррилу Зануку и Паллетт был незамедлительно уволен, кадры с его участием в той ленте остались, но только отснятые до этого происшествия. После этого карьера Паллетта, можно сказать, подошла к концу: после «Тем временем, дорогая» он снялся лишь в пяти фильмах, а в 1946 году полностью ушёл из кинематографа.

### После окончания карьеры
Окончив карьеру, Юджин Паллетт громко заявил, что мир ждёт «большой бабах» (world blow-up), имея в виду создание и испытания первых атомных бомб, и купил себе гористый участок земли площадью 14 км² неподалёку от селения Имнаха, штат Орегон, где построил себе укреплённый дом (mountain fortress). На своём ранчо он держал крупное стадо отличного рогатого скота, большие запасы продовольствия, там имелись собственные консервный завод и лесопилка. «На природу» к Паллетту часто приезжали его друзья (в том числе Кларк Гейбл), чтобы поохотиться и порыбачить. Спустя два года Паллетт решил, что всё-таки глобальной катастрофы не случится, плюс к этому врачи диагностировали у него рак, поэтому в 1948 году он вернулся в Лос-Анджелес.
Юджин Паллетт скончался 3 сентября 1954 года в своей квартире в Лос-Анджелесе от рака. Его кремированные останки похоронены рядом с могилами родителей на кладбище «Зелёная лужайка» в городке Гренола, штат Канзас.
В 1960 году актёр посмертно был удостоен звезды на Голливудской Аллее славы (6702, Голливудский бульвар) за вклад в киноиндустрию.

### Личная жизнь
В 1912 году Паллетт женился на актрисе Филлис Гордон, но развёлся с ней до 1920 года. Второй его женой стала женщина по имени Марджори Каннак, с которой он прожил в браке с 1932 года до самой своей смерти в 1954 году.

## Избранная фильмография
В эпоху немого кино Паллетт появлялся в главных ролях различных кинолент, и с приходом звука он стал востребован не меньше: в основном играл комичных толстяков с глубоким хриплым скрипучим голосом («на пол октавы ниже, чем у любого из актёров»). Всего за свою карьеру длиной 33 года Паллетт появился в более чем 250 лентах.
- 1915 — Рождение нации / The Birth of a Nation — солдат Союза (в титрах не указан)
- 1915 — Мошенники[англ.] / The Highbinders — Хоп Ву
- 1916 — Нетерпимость (в эпизоде «Варфоломеевская ночь») / Intolerance — Проспер Латур, жених, гугенот
- 1918 — Тарзан, приёмыш обезьян / Tarzan of the Apes — роль неизвестна
- 1920 — Гостиная, спальня, ванная[англ.] / Parlor, Bedroom and Bath — Регги Ирвинг
- 1921 — Три мушкетёра / The Three Musketeers — Арамис
- 1923 — Десять заповедей / The Ten Commandments — раб-израильтянин (в титрах не указан)
- 1924 — Человек-волк[англ.] / The Wolf Man — Пьер
- 1926 — Капкан на мужчину / Mantrap — Е. Вессон Вудбери
- 1927 — Седина в бороду[англ.] / Sugar Daddies — Харди-двойник
- 1927 — Вторая сотня лет[англ.] / The Second Hundred Years — гость на обеде
- 1927 — Битва века[англ.] / The Battle of the Century — страховой агент (в титрах не указан)
- 1928 — Огни Нью-Йорка[англ.] / Lights of New York — Джин
- 1929 — Парад любви / The Love Parade — военный министр
- 1929 — Дело об убийстве канарейки[англ.] / The Canary Murder Case — сержант Эрнест Хит
- 1929 — Вирджинец[англ.] / The Virginian — «Сладкий» Уиггин
- 1930 — Армейский парад[англ.] (в сценке Murder Will Out) / Paramount on Parade — сержант Эрнест Хит из фильма «Дело об убийстве канарейки»[англ.]
- 1931 — Гекльберри Финн / Huckleberry Finn — «Герцог»
- 1931 — Битва караванов[англ.] / Fighting Caravans — Сет Хиггинс
- 1931 — Украденные драгоценности / The Stolen Jools — репортёр
- 1932 — Шанхайский экспресс / Shanghai Express — Сэм Солт
- 1933 — Под нами ад[англ.] / Hell Below — Макдугал, старший торпедист
- 1933 — Дело об убийстве в питомнике / The Kennel Murder Case — детектив Эрнест Хит
- 1934 — У меня есть ваш номер[англ.] / I’ve Got Your Number — Джозеф Флуд
- 1934 — Дело о драконе-убийце / The Dragon Murder Case — сержант Хит
- 1935 — Пароход, плывущий по течению / Steamboat Round the Bend — шериф Руф Джефферс
- 1935 — Город на границе[англ.] / Bordertown — Чарли Рорк
- 1935 — Призрак едет на Запад / The Ghost Goes West — мистер Джо Мартин
- 1936 — Мой слуга Годфри / My Man Godfrey — Александр Буллок, бизнесмен
- 1936 — Золотая стрела[англ.] / The Golden Arrow — мистер Мейерс
- 1936 — Безбилетник[англ.] / Stowaway — полковник
- 1937 — Топпер[англ.] / Topper — Кейси
- 1937 — Сто мужчин и одна девушка / One Hundred Men and a Girl — Джон Р. Фрост
- 1938 — Приключения Робин Гуда / The Adventures of Robin Hood — Монах Тук[англ.]*
- 1938 — Вот идёт моя любовь[англ.] (Туда ведёт моё сердце) / There Goes My Heart — мистер Стивенс, редактор
- 1939 — Мистер Смит едет в Вашингтон / Mr. Smith Goes to Washington — Чик Макганн
- 1940 — Он остался на завтрак / He Stayed for Breakfast — Морис Дюваль
- 1940 — Знак Зорро / The Mark of Zorro — Отец Фелипе
- 1940 — Молодой Том Эдисон[англ.] / Young Tom Edison — мистер Нельсон
- 1940 — Это — свидание[англ.] / It’s a Date — губернатор Аллен
- 1941 — Леди Ева / The Lady Eve — Гораций Пайк
- 1941 — Невеста до востребования[англ.] (Невеста наложенным платежом) / The Bride Came C.O.D. — Люциус К. Уинфилд
- 1942 — Большая улица[англ.] / The Big Street — Найсли Найсли Джонсон
- 1942 — Зверь мужского пола[англ.] (Животное мужского пола) / The Male Animal — Эд Келлер
- 1942 — Сказки Манхэттена / Tales of Manhattan — Лютер
- 1943 — Немного опасный[англ.] / Slightly Dangerous — Дарстин
- 1943 — Это не соломинка[англ.] / It Ain’t Hay — Грегори Уорнер
- 1943 — Небеса могут подождать / Heaven Can Wait — Е. Ф. Стрейбл
- 1943 — Вся банда в сборе / The Gang’s All Here — Эндрю Мейсон-старший
- 1944 — Тем временем, дорогая[англ.] / In the Meantime, Darling — Генри Б. Престон
- 1944 — Девушка с обложки[англ.] / Pin Up Girl — Бэрни Бриггс
- 1944 — Шагай веселее[англ.] / Step Lively — Саймон Дженкинс
- 1944 — Сенсации 1945 года[англ.] / Sensations of 1945 — Гас Крейн
- 1946 — Саспенс / Suspense — Гарри Уилер